# Standard Instrument Arrival

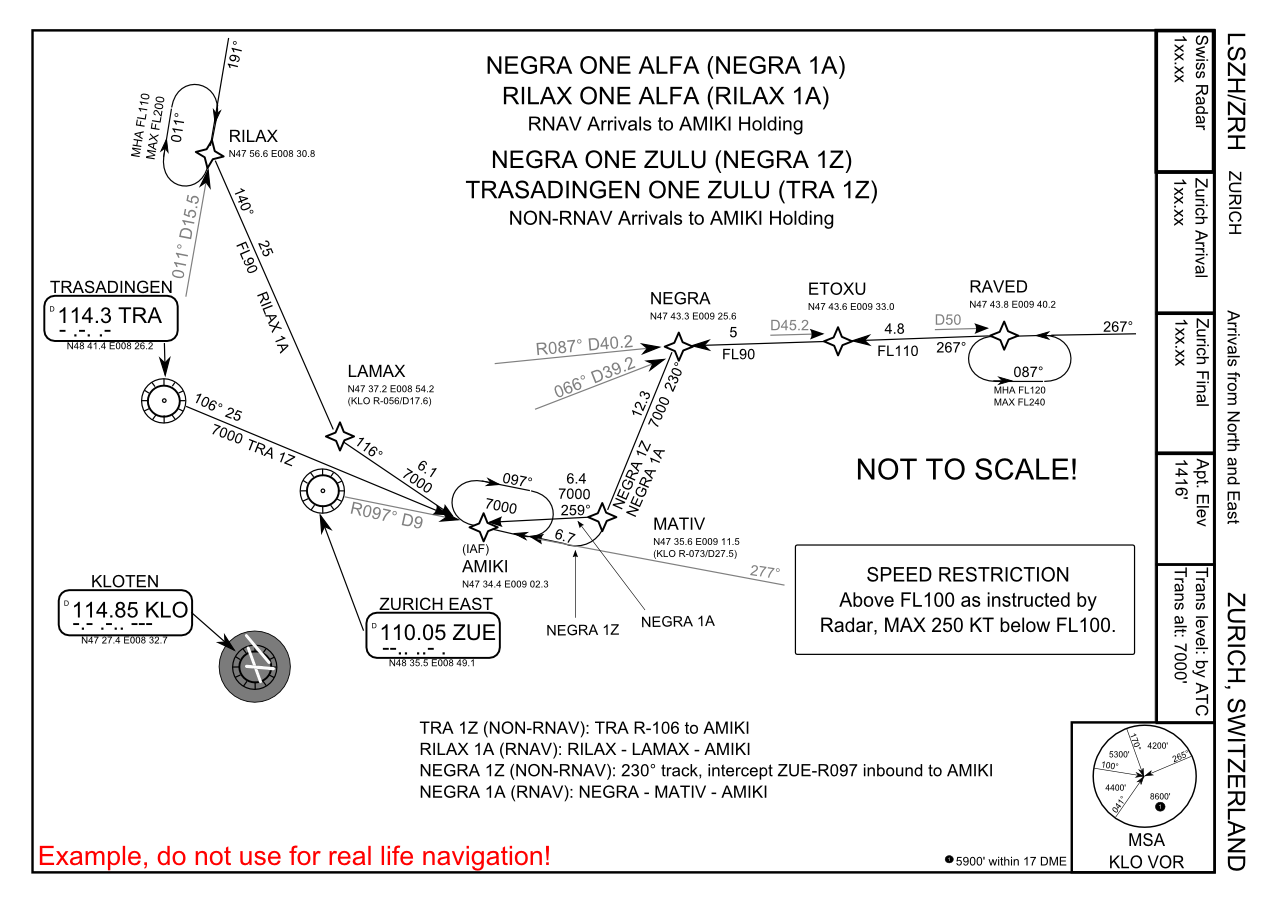
STAR per l'aeroporto di Zurigo

Standard Instrument Arrival abbreviato in STAR, in italiano arrivo strumentale standard, è la Rotta ATS che un aeromobile in regime di volo strumentale deve seguire in prossimità dell'atterraggio. Lo scopo principale di queste rotte è di fornire agli aeromobili in arrivo una traiettoria di discesa sicura dagli ostacoli al suolo.
Presso gli aeroporti ove tali rotte sono state istituite, se attivo il controllo del traffico aereo, gli aeromobili in arrivo dovrebbero essere usualmente autorizzati a seguirle.

## Rotta
Le STAR permettono il passaggio del volo dalla fase di navigazione in rotta alla fase di avvicinamento all'aerodromo di destinazione; esse indirizzano il traffico in arrivo, a partire da uno specifico punto di una rotta ATS, verso un punto dal quale sarà possibile iniziare una procedura di avvicinamento strumentale.
Le STAR iniziano quindi da una radioassistenza o da un punto di riporto (detto fix o waypoint) facente parte di una rotta ATS dislocata nelle vicinanze dell'aeroporto in questione. Le STAR terminano sulla radioassistenza o sul punto di riporto costituente l'Initial Approach Fix (IAF, punto di avvicinamento iniziale) oppure il Final Approach Fix (FAF, punto di avvicinamento finale), a seconda delle procedure di avvicinamento strumentale del singolo aerodromo.
Essendo possibile progettare più STAR per lo stesso aerodromo, si rende necessario identificare ciascuna di essa con un diverso codice, assegnato secondo una nomenclatura standard.

## Nomenclatura
Secondo le convenzioni internazionali dell'ICAO, ogni STAR è associata a un codice assegnato come segue:
- il codice identificativo del punto ove la STAR ha inizio;
- un numero da 1 a 9 che indica la versione di aggiornamento della procedura;
- se necessario, una lettera, ad eccezione della "I" e della "O", per contraddistinguere le diverse STAR attestate sullo stesso punto di inizio;
- la parola "arrival" se necessario;
- la parola "visual" se necessario, e solo per le STAR percorribili in VFR.

Ad esempio il codice assegnato alla STAR "OST 1A" identifica la prima versione dell'arrivo strumentale standard (numero 1) che ha inizio dalla radioassistenza Osto (in codice OST) e dalla quale si dipartono più di una STAR delle quali la lettera "A" identifica questa in particolare. Altro esempio, il codice assegnato alla STAR "KODAP 2B" identifica la seconda versione dell'arrivo strumentale standard (numero 2) che ha inizio dal punto codificato KODAP e dalla quale si dipartono più di una STAR delle quali la lettera "B" identifica questa in particolare.
In fraseologia aeronautica la STAR "KODAP 2B" viene comunicata al pilota via radio dal controllore del traffico aereo e viceversa nel seguente modo: "KODAP TWO BRAVO ARRIVAL".
La codificazione permette una facile ed immediata comprensione della rotta da percorrere perciò il codice di identificativo deve corrispondere a una radioassistenza, ad un fix o ad un waypoint fondamentali per la condotta della navigazione verso l'avvicinamento e per la fornitura dei servizi del traffico aereo.